# كأس الرابطة الفرنسية 2016–17
كأس الرابطة الفرنسية 2016–17 (بالفرنسية: Coupe de la Ligue française de football 2016-2017)‏ هو الموسم 23 من  كأس الرابطة الفرنسية. أقيم خلال الفترة 9 أغسطس 2016 وحتى 1 أبريل 2017، وأشرف على تنظيمه اتحاد فرنسا لكرة القدم، وكان عدد الأندية المشاركة فيه  42، وفاز فيه باريس سان جيرمان.